# (15916) Shigeoyamada
(15916) Shigeoyamada est un astéroïde de la ceinture principale.

## Description
(15916) Shigeoyamada est un astéroïde de la ceinture principale. Il fut découvert le 25 octobre 1997 à Chichibu par Naoto Satō. Il présente une orbite caractérisée par un demi-grand axe de 2,40 UA, une excentricité de 0,05 et une inclinaison de 3,8° par rapport à l'écliptique.

## Compléments